# Distretto di Chojnice
Il distretto di Chojnice (in polacco powiat chojnicki) è un distretto polacco appartenente al voivodato della Pomerania.

## Geografia antropica

### Suddivisioni amministrative
Il distretto comprende 5 comuni.
- Comuni urbani: Chojnice
- Comuni urbano-rurali: Brusy, Czersk
- Comuni rurali: Chojnice, Konarzyny

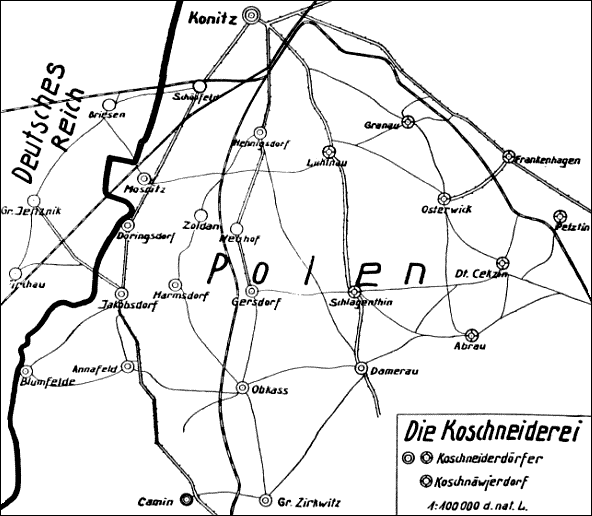
Villages belonging to Landreis Konitz; Konitz (on top) and the Koschneiderei 1926